# Automotive Industries
Automotive Industries Limited (heb. תעשיות רכב נצרת עלית, תע"ר) – izraelskie przedsiębiorstwo montujące w latach 1966–1995 modele Forda i Dodge, a od lat 80. produkująca własne pojazdy terenowe i opancerzone, a także przyczepy.

## Historia i opis przedsiębiorstwa
Przedsiębiorstwo zostało założone w 1966 roku jako filia koncernu AEG. Do połowy lat 90. w fabryce montowano modele Forda, takie jak Escort, Transit czy Cargo oraz samochody ciężarowe marki AM, Dodge i Freightliner Trucks. W latach 80. przedsiębiorstwo rozpoczęło produkcję ciężarówek własnej konstrukcji M 325, później M-462, oraz od 2002 roku samochodów AIL Storm. 
Od 1966 roku AIL produkowała pojazdy terenowe 4x4 z nadwoziem kabriolet lub soft-top, przypominające wyglądem Land Rovera Defendera, jednak budowane na częściach Jeepa; napędzane silnikiem 4,0 l (182 KM). W 2000 roku produkcja wyniosła 1250 sztuk. Głównymi odbiorcami są Siły Obronne Izraela i izraelska policja.

## Modele samochodów
- Abir M-462 – (1966–1987)
- Desert Raider – (1998–nadal)
- HMMWV
- M325
- AIL Storm – (1987–2017)
- Willys MB – (1966–1983)

## Galeria

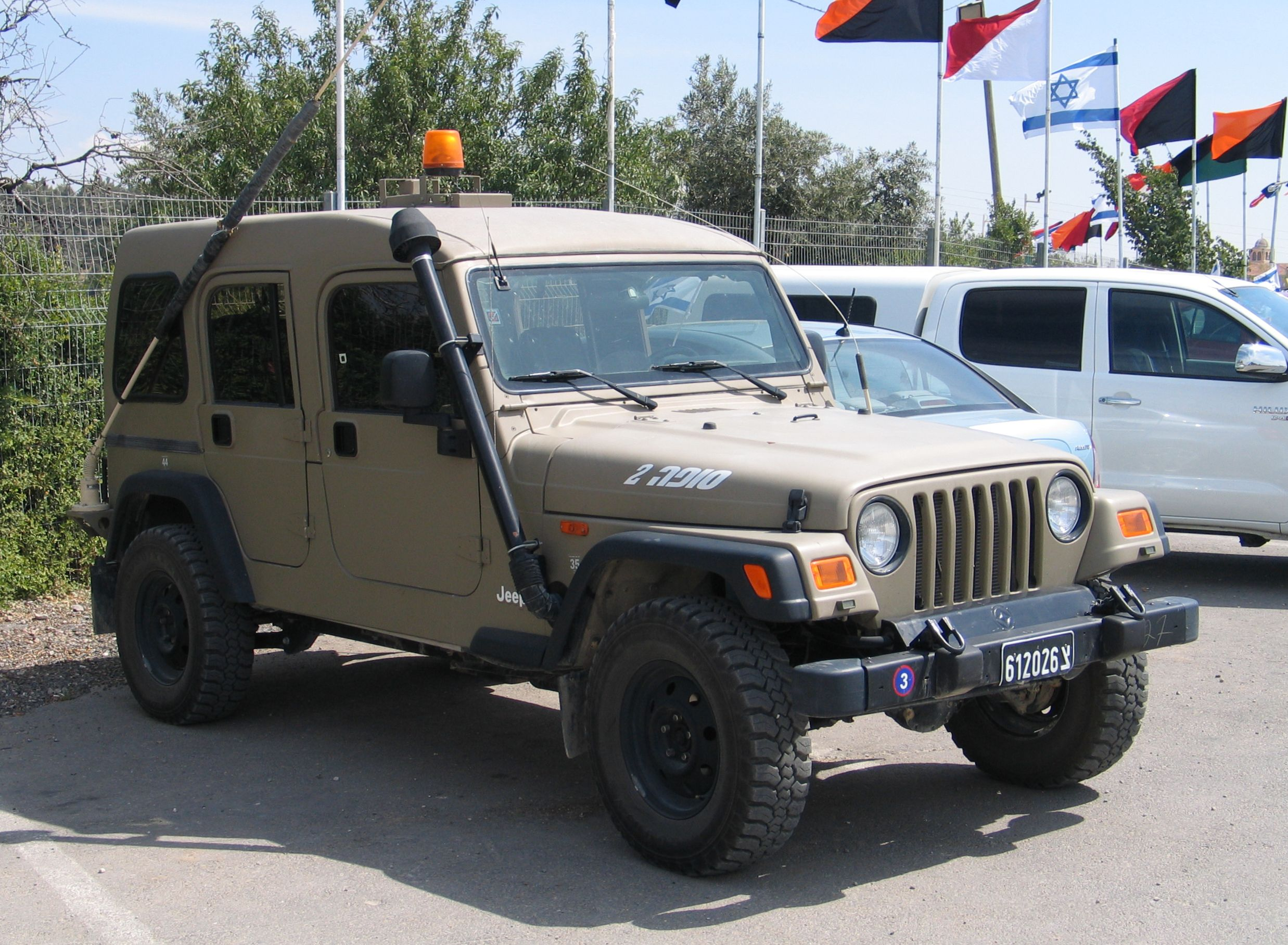
AIL Storm II M240 Military
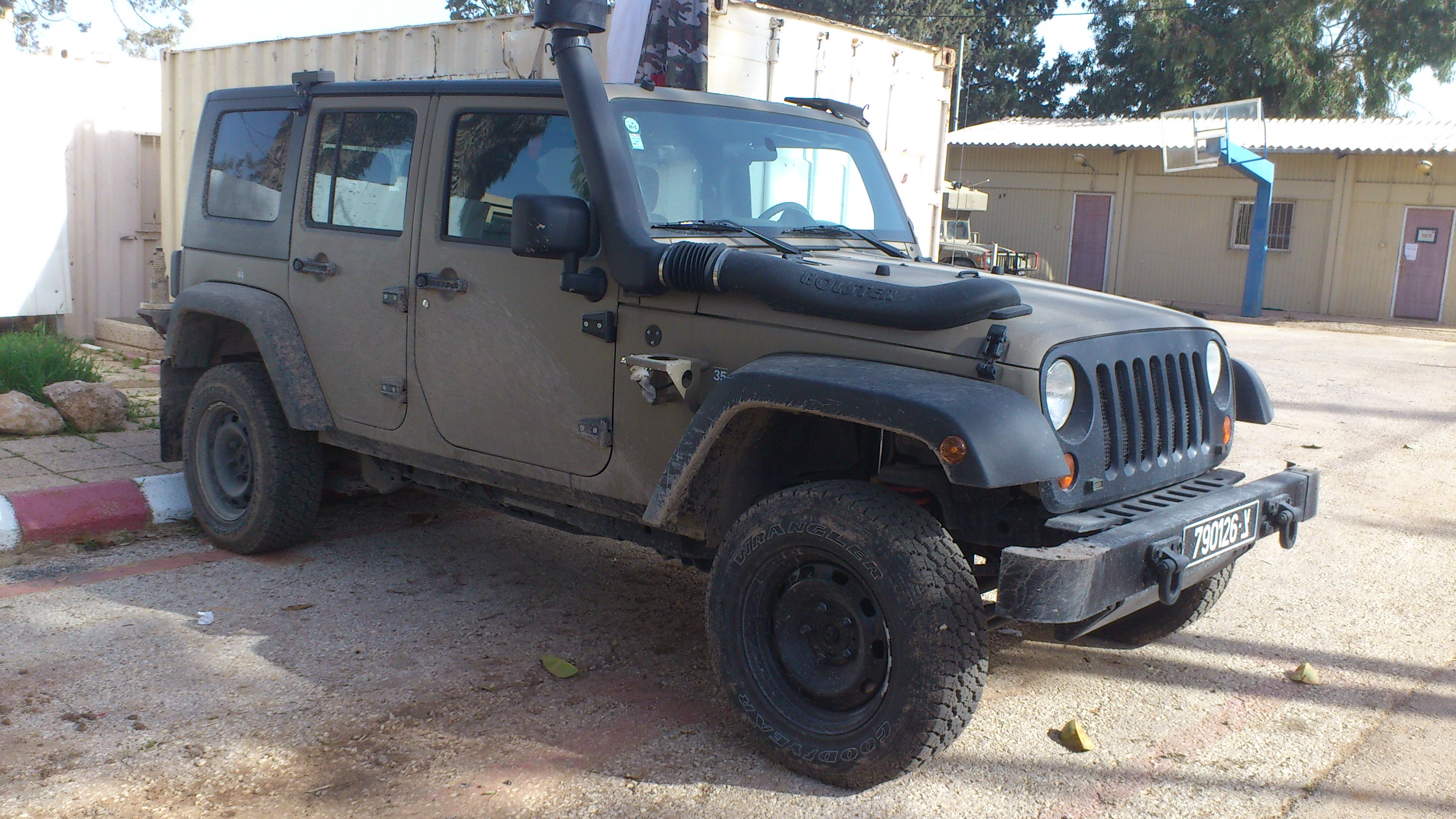
AIL Storm III
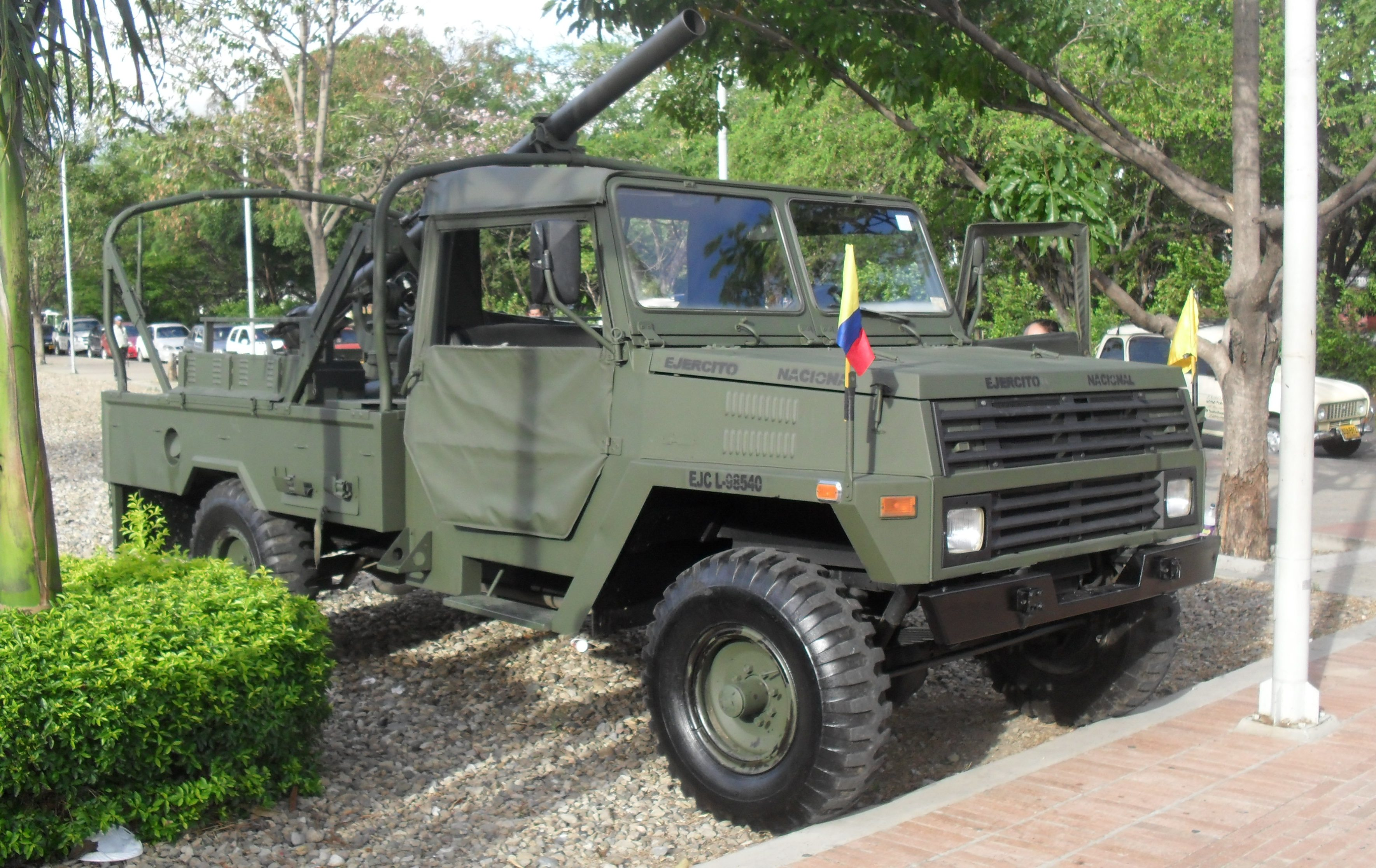
AIL Abir
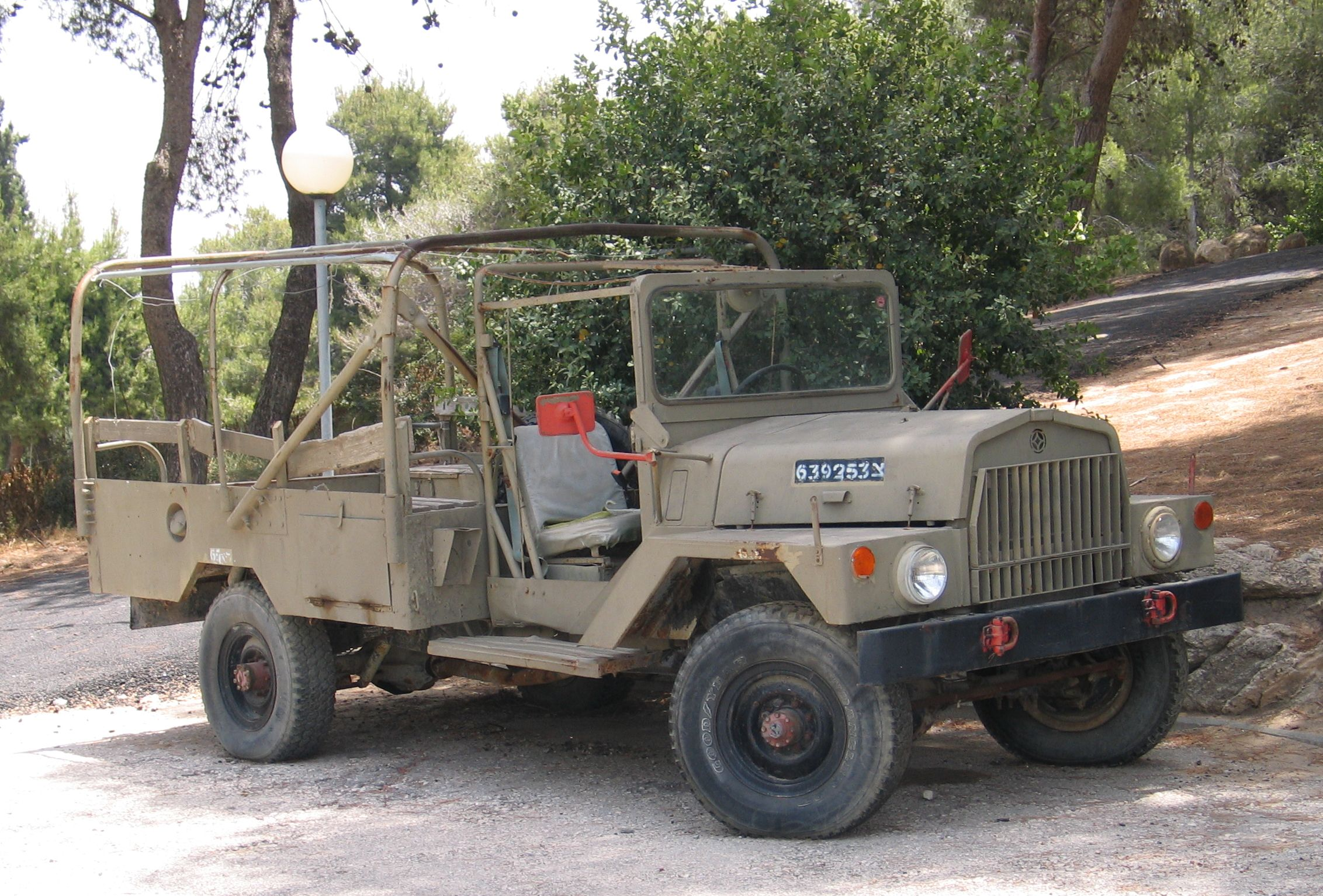
AIL Commandcar